# Battle of the Twins
Battle of the Twins (BOTT) is een wegrace-categorie voor tweecilinder motorfietsen van 500 tot 1300 cc.
De klasse werd in 1982 opgericht en de eerste race vond plaats op Donington Park. De basis werd echter al in 1980 gelegd door de Amerikaan Jim France. Zijn vader was directeur van de Daytona International Speedway, de thuisbasis van de Daytona 200. France miste het geluid van de zware tweecilinders, maar ook de tijd dat Harley-Davidson daar nog wedstrijden kon winnen. Hij zette een - toen nog - onofficiële race voor zware tweecilinders op, vooral bedoeld voor Harley's. Toen ook Europa kennis maakte met deze klasse ontstond de Battle of the Twins. 
Het was een "open" klasse, open voor productie-motorfietsen, maar ook voor prototypen, zolang ze maar niet meer dan twee cilinders hadden. Het maakte de klasse tijdelijk bijzonder populair. Er waren veel fabrikanten die met hun motorfietsen kansloos waren geweest in de inmiddels verdwenen Formule 750-klasse, die volledig gedomineerd werd door viercilinder tweetakten uit Japan. Zelfs in de Formula One TT, waar viertaktmotoren tot 1.000 cc mochten deelnemen, waren de Japanse motoren met hun vier cilinders te sterk voor de tweecilinders van BMW, Moto Guzzi en Ducati. De eerste races werden vooral in Duitsland en het Verenigd Koninkrijk georganiseerd, maar omdat er ook op de Daytona International Speedway werd gereden, werd ook de interesse van Harley-Davidson gewekt. Harley had al jarenlang geen succes meer had geboekt in de Daytona 200, maar kon nu strijden tegen meer gelijkwaardige motorfietsen. Voor coureurs, met name privérijders en amateurs, was de klasse interessant omdat er kon worden gereden met standaard motorfietsen, die naar financiële draagkracht lichter en sneller gemaakt konden worden. Dat veranderde al snel. Toen de klasse halverwege de jaren tachtig aan belangstelling won werden de belangen groter en moest er veel meer geld gespendeerd worden om op niveau mee te doen. Fabrikanten als Ducati en Harley-Davidson gingen zelfs fabrieksrijders inzetten. Ducati domimineerde de klasse al snel, dankzij haar desmodromische klepbediening, die hoge toerentallen mogelijk maakte. 
In 1991 zette de Australiër John Britten de British, European and American Racing Series (of British, European and American Racing and Supporters) Australia Motor Cycle Racing Club op. Die begon met de organisatie van een vergelijkbare klasse, de Sound Of Thunder. Het reglement was echter iets gewijzigd: er mochten alleen motorfietsen met klepveren deelnemen, hetgeen de Ducati's uitsloot.
Met de komst van het wereldkampioenschap superbike in 1988 begon de BOTT-klasse aan belang in te boeten. Ducati, als enige fabrikant echt geïnteresseerd in het BOTT-kampioenschap, richtte zich volledig op de nieuwe klasse, waar het zelfs met haar tweecilinders bijzonder succesvol werd. 